# Rhyacophila zhiltsovae
Rhyacophila zhiltsovae är en nattsländeart som beskrevs av Ivanov 1991. Rhyacophila zhiltsovae ingår i släktet Rhyacophila och familjen rovnattsländor. Inga underarter finns listade i Catalogue of Life.